# 女峰

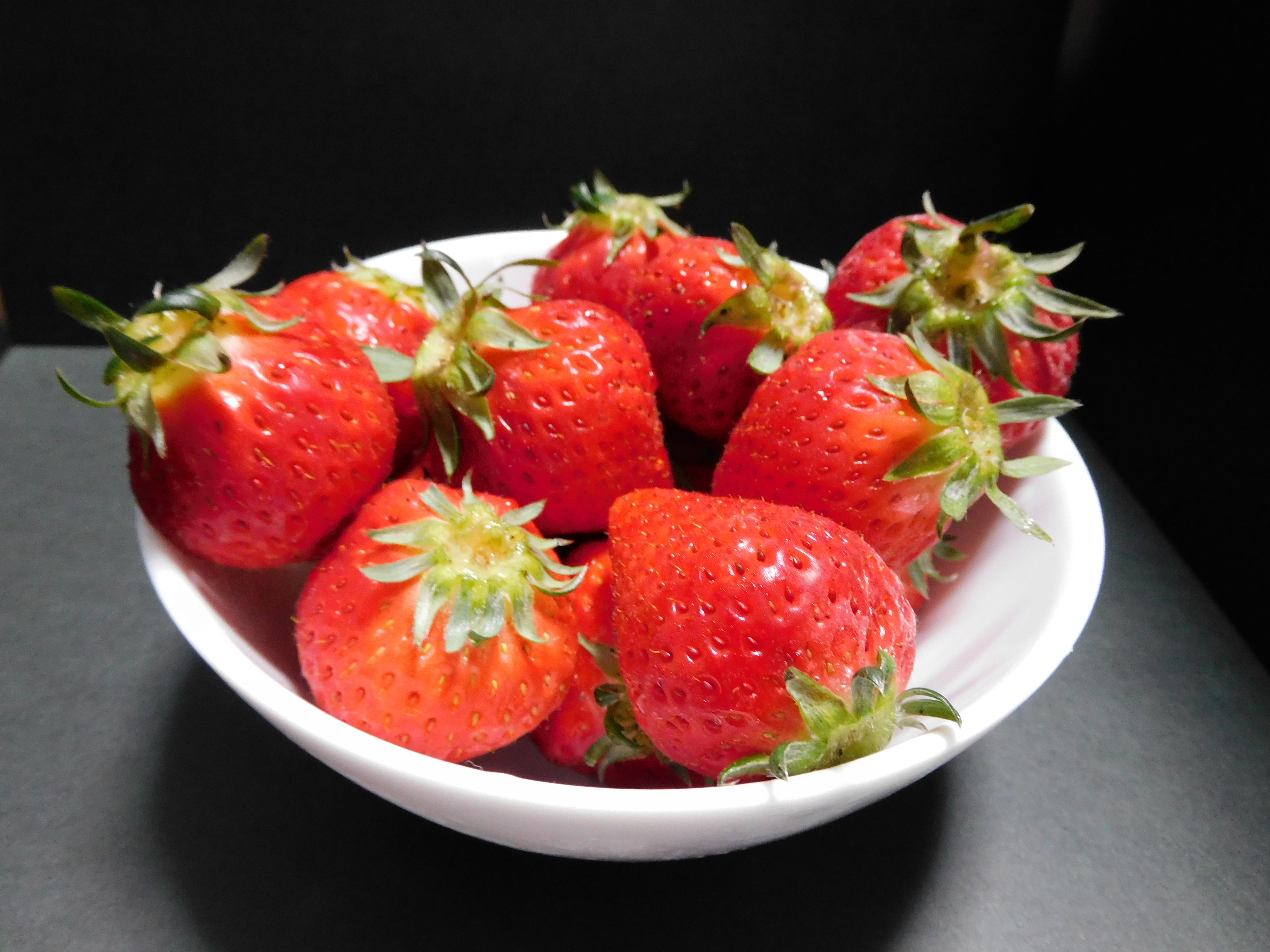
女峰（栃木県産）

女峰（にょほう）はイチゴの品種名。栃木県で開発された。

## 概要
粒揃いがよく、凜とした甘さと爽やかな酸っぱさのバランスがよい。「東の女峰、西のとよのか」といわれるほど人気のイチゴであったが、品種改良により生産量が減少したことや、同じく栃木県のイチゴとちおとめが登場したことから、女峰のシェアは衰えている傾向にある。
女峰以前に日本での栽培が主流であった宝交早生と違い、女峰はとよのかと共に炭そ病の罹病性があったため、炭そ病はイチゴの重要病害として知られるようになった

## 開発の経緯
栃木県では昭和初期にはイチゴの栽培が始まり、ダナー種などが栽培されていた。昭和40年代になると九州地方でははるのかの促成栽培、近畿東海地方では宝交早生の電照促成栽培の出荷量が増え、栃木県産イチゴの半促成栽培は相対的に収益性が悪化していた。これを解消すべく半促成栽培の改善が試みられたが、品種適応や技術的な限界で思わしい成果は得られず、北関東に適応した新品種の育成が望まれるようになっていった。
1969年度から栃木県農業試験場佐野分場で育成試験が開始される。
1970年代にははるのかとダナーを交配させた試験種を用いていたが、いずれも宝交早生より劣っていたため選抜を中止する。その中でも「系210」と名付けられた品種は小果であるが果実が硬く、香り、糖度とも優れており、その上で早生であったため、この特性を活かすべく1979年からは系210と麗紅、宝交早生との交配試験を行うことにした。系210と麗紅は4系統あり、それぞれ栃木2号、4号、8号、9号と系統名がつけられ、鹿沼市、大平町、二宮町、西方村（西方町を経て現・栃木市）で現地試験を行い、早期収量と品質に優れていた栃木2号が選抜された。1984年1月に船田譲栃木県知事（当時）により「女峰（にょほう）」と命名される。日光を代表する山である女峰山にあやかり、「多くのイチゴの中でも抜きんでて高くそびえるように」との願いが込められている。
1985年1月には新品種「女峰」の種苗法による登録も完了した。